# Šmarje, Šentjernej
Šmarje je naselje v Občini Šentjernej.